# Église de Vaalijalka
L’église de Vaalijalka (en finnois : Vaalijalan kirkko) est une église en bois située à Pieksämäki  en Finlande,.

## Description
La zone de Vaalijalka est conçue par Yrjö Lindegren et sa première partie est bâtie dans les années 1948-1950.
Après le décès d'Yrjö Lindegren, Aulis Blomstedt continue la conception en respectant les idées architecturales de Lindegren.
L'église conçue par Aulis Blomstedt est construite en 1958.
Le retable de 1,8 m sur 9 m est fait d'un assemblage de 33 000 morceaux de pin.
C'est l'œuvre maîtresse d'Armas Hutri.

## Galerie

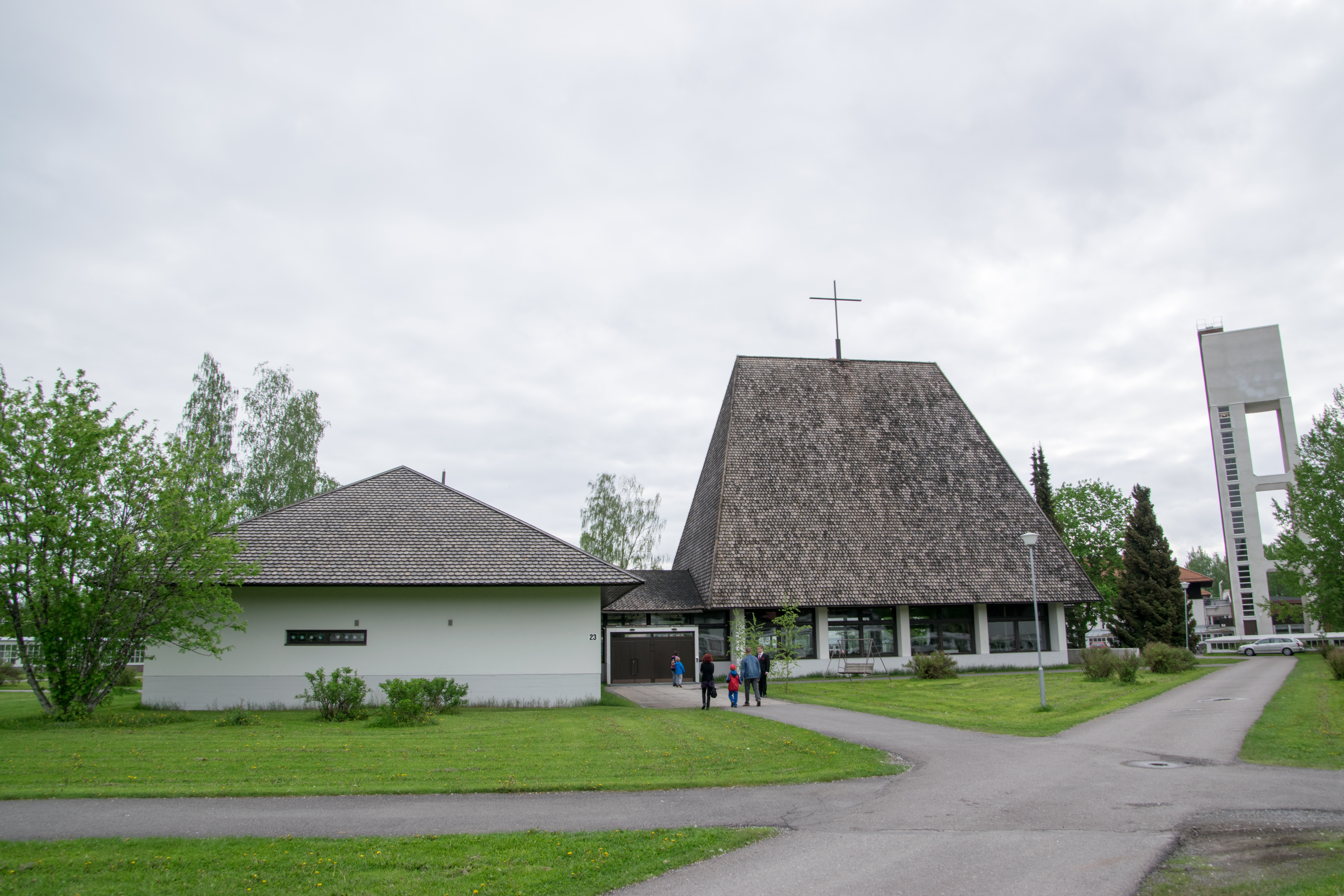